# Шальков, Дмитрий Владиславович
Дмитрий Владиславович Шальков (род. 10 августа 1967) — российский политик и деятель спецслужб, Помощник Президента — Начальник Контрольного управления Президента Российской Федерации с 13 июня 2018 года.

## Биография
Генерал-полковник юстиции, в прошлом занимал должность заместителя директора Федеральной службы безопасности Российской Федерации.

## Доходы
Согласно данным, размещённым в декларации, содержащей сведения о доходах, расходах, об имуществе и обязательствах имущественного характера лиц, замещающих государственные должности Российской Федерации, за 2018 год Дмитрий Шальков заработал 7 524 232 рубля. Доход его супруги за тот же период составил 249 000 рублей.

## Санкции
19 мая 2023 года, на фоне нападения России на Украину, включён в блокирующий санкционный список США против чиновников, «элит и их пособников» за поддержку «военных усилий России».